# Clarabelle
Clarabelle (Clarabella en Hispanoamérica y algunos medios de España) es un personaje de ficción creado en 1927 por Walt Disney y Ub Iwerks.
Clarabelle es una vaca antropomórfica, y una de las mejores amigas de Minnie Mouse y su pandilla. Suele aparecer como la novia de Horace Horsecollar, aunque también en ocasiones se suele emparejar con Goofy.

## Apariciones

### Animación
La primera aparición de Clarabelle fue como un prototipo de vaca sin nombre en los dibujos animados Trolley Troubles en 1927. Luego, siguió apareciendo con frecuencia desde 1930. Su última aparición en la era clásica fue en 1942. Años más tarde, apareció en haciendo cameos en las películas Mickey's Christmas Carol (1983), El Príncipe y el Mendigo (1990) y ¿Quién engañó a Roger Rabbit? (1988).
Clarabelle ha aparecido como personaje secundario en más de 30 películas, pero su personaje nunca ha estado tan desarrollado como el de Mickey Mouse, el Pato Donald, Goofy o incluso Pluto, su papel de más importancia en una película siendo en Mickey, Donald, Goofy: Los Tres Mosqueteros (2004), como una de los personajes principales.

#### Filmografía
| Año           | Título                                      | Tipo de producción     |
| ------------- | ------------------------------------------- | ---------------------- |
| 1927          | Trolley Troubles                            | Cortometraje           |
| 1928          | Hungry Hoboes                               | Cortometraje           |
| 1928          | Steamboat Willie                            | Cortometraje           |
| 1929          | Plane Crazy                                 | Cortometraje           |
| 1929          | The Plowboy                                 | Cortometraje           |
| 1929          | Mickey's Choo-Choo                          | Cortometraje           |
| 1929          | The Karnival Kid                            | Cortometraje           |
| 1930          | The Barnyard Concert                        | Cortometraje           |
| 1930          | The Shindig                                 | Cortometraje           |
| 1930          | The Chain Gang                              | Cortometraje           |
| 1930          | Pioneer Days                                | Cortometraje           |
| 1931          | The Birthday Party                          | Cortometraje           |
| 1931          | Mother Goose Melodies                       | Cortometraje           |
| 1931          | Blue Rhythm                                 | Cortometraje           |
| 1931          | The Barnyard Broadcast                      | Cortometraje           |
| 1931          | The Beach Party                             | Cortometraje           |
| 1932          | The Mad Dog                                 | Cortometraje           |
| 1932          | Barnyard Olympics                           | Cortometraje           |
| 1932          | Mickey's Revue                              | Cortometraje           |
| 1932          | Mickey's Nightmare                          | Cortometraje           |
| 1932          | The Whoopee Party                           | Cortometraje           |
| 1932          | Touchdown Mickey                            | Cortometraje           |
| 1932          | Parade of the Award Nominees                | Cortometraje           |
| 1933          | Mickey's Mellerdrammer                      | Cortometraje           |
| 1933          | Ye Olden Days                               | Cortometraje           |
| 1933          | El gran estreno de Mickey                   | Cortometraje           |
| 1934          | Camping Out                                 | Cortometraje           |
| 1934          | Orphan's Benefit                            | Cortometraje           |
| 1935          | The Band Concert                            | Cortometraje           |
| 1935          | On Ice                                      | Cortometraje           |
| 1935          | Mickey's Fire Brigade                       | Cortometraje           |
| 1936          | Mickey's Grand Opera                        | Cortometraje           |
| 1936          | Mickey's Polo Team                          | Cortometraje           |
| 1937          | Mickey's Amateurs                           | Cortometraje           |
| 1941          | Orphan's Benefit (remake)                   | Cortometraje           |
| 1942          | Mickey's Birthday Party                     | Cortometraje           |
| 1942          | Symphony Hour                               | Cortometraje           |
| 1983          | Mickey's Christmas Carol                    | Película               |
| 1988          | ¿Quién engañó a Roger Rabbit?               | Película               |
| 1990          | Roller Coaster Rabbit                       | Cortometraje           |
| 1993          | Bonkers                                     | Serie de televisión    |
| 1999          | Mickey Mouse Works                          | Serie de televisión    |
| 2001-2003     | House of Mouse                              | Serie de televisión    |
| 2004          | Mickey, Donald, Goofy: Los Tres Mosqueteros | Película               |
| 2006-2016     | La Casa de Mickey Mouse                     | Serie de televisión    |
| 2013          | Get a Horse!                                | Cortometraje           |
| 2013-2019     | Mickey Mouse                                | Serie de televisión    |
| 2017-2021     | Mickey Mouse Mixed-Up Adventures            | Serie de televisión    |
| 2018          | Ralph Breaks the Internet                   | Película               |
| 2021-presente | Mickey Mouse Funhouse                       | Serie de televisión    |
| 2022          | Mickey salva la Navidad                     | Especial de televisión |
| 2023          | Mickey and Friends Trick or Treats          | Especial de televisión |
| 2023          | Once Upon a Studio                          | Cortometraje           |

### Cómics
Clarabelle fue uno de los personajes de Disney en aparecer en los cómics y su debut fue en la tira cómica de Mickey Mouse el 2 de abril de 1930. Siguió apareciendo de manera regular durante los años cincuenta, sesenta y setenta.
A finales de la década de 1960, Clarabelle comenzó a salir con Goofy, quizás en un intento de darle una novia a Goofy y, durante este tiempo se desconoce el paradero de Horacio. En cómics posteriores, se muestra que Clarabelle y Horace vuelven a ser pareja. Entre los familiares de Clarabelle se encuentra un primo joven, Bertie, que apareció en varios números de Walt Disney's Comics and Stories.
A partir de los años 80, Clarabelle apareció en pocos cómics en Estados Unidos, mientras que en Europa, y sobre todo en Italia, se convirtió en un personaje muy popular y recurrente.

### Videojuegos
Aunque hoy en día Clarabelle se ve muy raramente en la animación, es un personaje recurrente en Toontown Online. Juega el papel de dar muebles al jugador para decorar sus propiedades, con el catálogo que los jugadores deben ordenar es un "Registro de ganado". Su apariencia también ha cambiado para parecerse a un operador.
También hace una aparición menor en Kingdom Hearts II en el mundo de Río Eterno usando su viejo diseño en blanco y negro. Aparece con el mismo diseño en Kingdom Hearts III apareciendo en el minijuego "The Karnival Kid" entre los personajes que piden menús a Sora.
Clarabelle también es un personaje elegible para jugar en Disney TH!NK Fast.
Clarabelle también se ve en los videojuegos Epic Mickey, como uno de los personajes olvidados que Mickey ve durante su viaje. Ella vive en Ostown, uno de los alrededores de los juegos, y se sabe que está involucrada sentimentalmente con Horace.